# Phytoseius spathulatus
Phytoseius spathulatus är en spindeldjursart som beskrevs av Mohammad Nazeer Chaudhri 1973. Phytoseius spathulatus ingår i släktet Phytoseius och familjen Phytoseiidae. Inga underarter finns listade i Catalogue of Life.